# Fistulinella
Fistulinella es un género de hongos boletos en la familia Boletaceae. El género tiene una distribución pantropical, y contiene 15 especies. Fistulinella  fue circunscripto por el micólogo alemán Paul Christoph Hennings en 1901.

## Especies
| Nombre          | Autoridad                           | Año         | Distribución         |
| --------------- | ----------------------------------- | ----------- | -------------------- |
| F. alfaroae     | Singer & L.D.Gómez                  | 1991        | Costa Rica           |
| F. campinaranae | Singer                              | 1978        | Brasil               |
| F. cinereoalba  | Fulgenzi & T.W.Henkel               | 2010        | Guyana               |
| F. conica       | (Ravenel) Pegler & T.W.K.Young      | 1981        | EE. UU., México      |
| F. gloeocarpa   | Pegler                              | 1983        | Martinica            |
| F. guzmaniana   | Singer, J.García & L.D.Gómez        | 1991        | México               |
| F. jamaicensis  | (Murrill) Singer                    | 1983        | Jamaica, Troy        |
| F. lutea        | Redeuilh & Soop                     | 2006 (2007) | Nueva Zelanda        |
| F. major        | (R.Heim ex E.Horak) Redeuilh & Soop | 2007        |                      |
| F. mexicana     | Guzmán                              | 1974        | México               |
| F. minor        | Guzmán                              | 1974        | México               |
| F. mollis       | Watling                             | 1989        | Australia            |
| F. nivea        | (G.Stev.) Singer                    | 1983        | Nueva Zelanda        |
| F. nothofagi    | (McNabb) Singer                     | 1983        | Nueva Zelanda        |
| F. prunicolor   | Watling                             | 1989        | Australia            |
| F. rodwayi      | Watling                             | 1989        | Australia (Tasmania) |
| F. staudtii     | Henn.                               | 1901        | Camerún              |
| F. venezuelae   | (Singer & Digilio) Singer           | 1978        | Venezuela            |
| F. violaceipora | (G.Stev.) Pegler & T.W.K.Young      | 1981        | Nueva Zelanda        |
| F. viscida      | (McNabb) Singer                     | 1978        | Nueva Zelanda        |
| F. wolfeana     | Singer & J.García                   | 1991        | México               |